# Julian Knowle
Julian Knowle (Lauterach, 29 aprile 1974) è un ex tennista austriaco.

## Biografia
Nato mancino è uno dei pochi tennisti nel circuito Atp a tirare il dritto, il rovescio e a volte le volée a doppia mano.

È il tennista austriaco di maggior successo nel doppio dopo aver raggiunto la sesta posizione in classifica nel 2008 ma, dal settembre 2010, condivide il record con Jürgen Melzer.

Ha raggiunto la sua prima finale in un torneo del Grande Slam al Torneo di Wimbledon 2004 insieme al serbo Nenad Zimonjić ma sono stati sconfitti da Jonas Björkman e Todd Woodbridge in quattro set.

L'unico austriaco a raggiungere una finale a Wimbledon prima di Knowle era stato Georg von Metaxa nel doppio nel 1938.

Nel 2005 ha smesso di giocare in coppia con Zimonjic passando prima al ceco Petr Pála e poi per buona parte del 2005 e del 2006 insieme a Melzer. Dopo un infortunio di Melzer nel 2007 ha cambiato nuovamente partner di doppio giocando con lo svedese Simon Aspelin.

Proprio insieme ad Aspelin ha ottenuto il suo miglior risultato con la vittoria agli US Open 2007. Durante il torneo hanno dovuto eliminare nei quarti di finale i gemelli Bryan, teste di serie numero 1, la coppia francese composta da Julien Benneteau e Nicolas Mahut in semifinale e infine hanno battuto in soli due set Lukáš Dlouhý e Pavel Vízner.

Con questa vittoria è diventato il secondo austriaco a vincere un torneo dello slam dopo Thomas Muster che aveva trionfato all'Open di Francia 1995. Nel 2010 pure Melzer è entrato a far parte di questo gruppo grazie alla vittoria in doppio del torneo di Wimbledon.

Grazie all'ottima annata Aspelin e Knowle poterono partecipare alla Tennis Masters Cup 2007 dove però vennero sconfitti in finale da Mark Knowles e Daniel Nestor, teste di serie numero 1.

In coppia con Melzer ha partecipato ai Giochi Olimpici del 2008 sconfiggendo al primo turno il team tedesco composto da Nicolas Kiefer e Rainer Schüttler ma venendo eliminati nel turno successivo dalla squadra statunitense composta dai gemelli Bryan.
Nel 2017, all'età di 43 anni, vince il torneo di Bastad in coppia con Philipp Petzschner. Dopo due anni di inattività, torna alle competizioni nel 2020 perdendo al primo turno di Montpellier insieme a Dennis Novak contro Jamie Murray e Neal Skupski con il punteggio di 6–1, 6–0.
Nel 2021, a quasi 47 anni, disputa l'Australian Open insieme al sudafricano Lloyd Harris, perdendo subito da Thanasi Kokkinakis e Nick Kyrgios per 6–2, 6–4. Al Roland Garros gioca in coppia con David Pel e viene sconfitto 6–4, 6–1 da Yen Hsun Lu e Yoshihito Nishioka. A novembre 2021 partecipa all'omaggio ai giocatori ritirati alla ATP Finals, ufficializzando il suo ritiro

## Statistiche

### Doppio

#### Vittorie (19)
| Legenda                                                       |
| Grande Slam (1)                                               |
| Tennis Masters Cup / ATP World Tour Finals (0)                |
| ATP Masters Series / ATP World Tour Master 1000 (0)           |
| ATP International Series Gold / ATP World Tour 500 Series (1) |
| ATP International Series / ATP World Tour 250 Series (17)     |

| Legenda superfici |
| Cemento (8)       |
| Terra (8)         |
| Erba (2)          |
| Sintetico (1)     |

| N°  | Data             | Torneo                                                 | Superficie  | Compagno           | Avversari in finale               | Punteggio            |
| 1.  | 18 febbraio 2002 | Copenaghen Open, Copenaghen                            | Cemento (i) | Michael Kohlmann   | Jiří Novák Radek Štěpánek         | 7–6(8), 7–5          |
| 2.  | 22 luglio 2002   | Croatia Open Umag, Umago                               | Terra rossa | František Čermák   | Albert Portas Fernando Vicente    | 6–4, 6–4             |
| 3.  | 6 gennaio 2003   | Chennai Open, Chennai                                  | Cemento     | Michael Kohlmann   | František Čermák Leoš Friedl      | 7–6(1), 7–6(3)       |
| 4.  | 27 ottobre 2003  | St. Petersburg Open, San Pietroburgo (1)               | Cemento (i) | Nenad Zimonjić     | Michael Kohlmann Rainer Schüttler | 7–6(1), 6–3          |
| 5.  | 2 maggio 2005    | Internazionali di Tennis di Baviera, Monaco di Baviera | Terra rossa | Mario Ančić        | Florian Mayer Alexander Waske     | 6–3, 1–6, 6–3        |
| 6.  | 31 ottobre 2005  | St. Petersburg Open, San Pietroburgo (2)               | Sintetico   | Jürgen Melzer      | Jonas Björkman Maks Mirny         | 4–6, 7–5, 7–5        |
| 7.  | 1º maggio 2006   | Grand Prix Hassan II, Casablanca (1)                   | Terra rossa | Jürgen Melzer      | Michael Kohlmann Alexander Waske  | 6–3, 6–4             |
| 8.  | 28 maggio 2007   | ATP Pörtschach, Pörtschach                             | Terra rossa | Simon Aspelin      | Leoš Friedl David Škoch           | 7–6(6), 5–7, [10-5]  |
| 9.  | 17 giugno 2007   | Halle Open, Halle (1)                                  | Erba        | Simon Aspelin      | Fabrice Santoro Nenad Zimonjić    | 6–4, 7–6(5)          |
| 10. | 15 luglio 2007   | Swedish Open, Båstad (1)                               | Terra rossa | Simon Aspelin      | Martín García Sebastián Prieto    | 6–2, 6–4             |
| 11. | 7 settembre 2007 | US Open, New York                                      | Cemento     | Simon Aspelin      | Lukáš Dlouhý Pavel Vízner         | 7–5, 6–4             |
| 12. | 29 agosto 2009   | Pilot Pen Tennis, New Haven                            | Cemento     | Jürgen Melzer      | Bruno Soares Kevin Ullyett        | 6–4, 7–6(3)          |
| 13. | 11 ottobre 2009  | Japan Open Tennis Championships, Tokyo                 | Cemento     | Jürgen Melzer      | Ross Hutchins Jordan Kerr         | 6–2, 5–7, [10-8]     |
| 14. | 28 luglio 2012   | Austrian Open Kitzbühel, Kitzbühel                     | Terra rossa | František Čermák   | Dustin Brown Paul Hanley          | 7–6(4), 3-6, [12-10] |
| 15. | 10 febbraio 2013 | Zagreb Indoors, Zagabria                               | Cemento     | Filip Polášek      | Ivan Dodig Mate Pavić             | 6-3, 6-3             |
| 16. | 14 aprile 2013   | Grand Prix Hassan II, Casablanca (2)                   | Terra rossa | Filip Polášek      | Dustin Brown Christopher Kas      | 6-3, 6-2             |
| 17. | 11 gennaio 2014  | Auckland Open, Auckland                                | Cemento     | Marcelo Melo       | Alexander Peya Bruno Soares       | 4–6, 6–3, [10–5]     |
| 18. | 15 giugno 2014   | Halle Open, Halle (2)                                  | Erba        | Andre Begemann     | Marco Chiudinelli Roger Federer   | 1-6, 7-5, [12-10]    |
| 19. | 23 luglio 2017   | Swedish Open, Båstad (2)                               | Terra rossa | Philipp Petzschner | Sander Arends Matwé Middelkoop    | 6–2, 3–6, [10–7]     |

#### Finali perse (25)
| Legenda                                                       |
| Grande Slam (1)                                               |
| Tennis Masters Cup / ATP World Tour Finals (1)                |
| ATP Masters Series / ATP World Tour Master 1000 (0)           |
| ATP International Series Gold / ATP World Tour 500 Series (3) |
| ATP International Series / ATP World Tour 250 Series (20)     |

| N°  | Data              | Torneo                                                 | Superficie  | Compagno         | Avversari in finale                    | Punteggio           |
| 1.  | 6 maggio 2002     | Majorca Open, Maiorca                                  | Terra rossa | Michael Kohlmann | Mahesh Bhupathi Leander Paes           | 2-6, 4-6            |
| 2.  | 3 marzo 2003      | Copenaghen Open, Copenaghen                            | Cemento (i) | Michael Kohlmann | Tomáš Cibulec Pavel Vízner             | 5-7, 7-5, 2-6       |
| 3.  | 14 luglio 2003    | Campbell's Hall of Fame Championships, Newport         | Erba        | Jürgen Melzer    | Jordan Kerr David Macpherson           | 6(4)–7, 3-6         |
| 4.  | 3 maggio 2004     | Internazionali di Tennis di Baviera, Monaco di Baviera | Terra rossa | Nenad Zimonjić   | James Blake Mark Merklein              | 2-6, 4-6            |
| 5.  | 5 luglio 2004     | Wimbledon, Londra                                      | Erba        | Nenad Zimonjić   | Jonas Björkman Todd Woodbridge         | 1-6, 4-6, 6-4, 4-6  |
| 6.  | 17 aprile 2006    | U.S. Men's Clay Court Championships, Houston           | Terra rossa | Jürgen Melzer    | Michael Kohlmann Alexander Waske       | 7-5, 4-6, [5-10]    |
| 7.  | 9 ottobre 2006    | Open de Moselle, Metz                                  | Cemento (i) | Jürgen Melzer    | Richard Gasquet Fabrice Santoro        | 6-3, 1-6, [9-11]    |
| 8.  | 16 ottobre 2006   | Vienna Open, Vienna (1)                                | Cemento (i) | Jürgen Melzer    | Petr Pála Pavel Vízner                 | 4-6, 6-3, [10-12]   |
| 9.  | 30 ottobre 2006   | St. Petersburg Open, San Pietroburgo (1)               | Sintetico   | Jürgen Melzer    | Simon Aspelin Todd Perry               | 1-6, 6(3)–7         |
| 10. | 26 febbraio 2007  | RMK Championships, Memphis                             | Cemento (i) | Jürgen Melzer    | Eric Butorac Jamie Murray              | 5-7, 3-6            |
| 11. | 18 novembre 2007  | Tennis Masters Cup, Shanghai                           | Cemento (i) | Simon Aspelin    | Mark Knowles Daniel Nestor             | 2-6, 3-6            |
| 12. | 24 maggio 2008    | ATP Pörtschach, Pörtschach                             | Terra rossa | Jürgen Melzer    | Marcelo Melo André Sá                  | 7-5, 63, [11-13]    |
| 13. | 22 febbraio 2009  | Open 13, Marsiglia (1)                                 | Cemento (i) | Andy Ram         | Arnaud Clément Michaël Llodra          | 6-3, 3-6, [8-10]    |
| 14. | 1º novembre 2009  | Vienna Open, Vienna (2)                                | Cemento (i) | Jürgen Melzer    | Oliver Marach Łukasz Kubot             | 6-2, 4-6, [9-11]    |
| 15. | 21 febbraio 2010  | Open 13, Marsiglia (2)                                 | Cemento (i) | Robert Lindstedt | Julien Benneteau Michaël Llodra        | 4–6, 3–6            |
| 16. | 24 settembre 2011 | Romanian Open, Bucarest                                | Terra rossa | David Marrero    | Potito Starace Daniele Bracciali       | 6-3, 4-6, [8-10]    |
| 17. | 6 maggio 2012     | Estoril Open, Oeiras                                   | Terra rossa | David Marrero    | Aisam-ul-Haq Qureshi Jean-Julien Rojer | 5-7, 5-7            |
| 18. | 21 ottobre 2012   | Vienna Open, Vienna (3)                                | Cemento     | Filip Polášek    | Andre Begemann Martin Emmrich          | 4-6, 6-3, [4-10]    |
| 19. | 6 gennaio 2013    | Qatar Open ATP, Doha (1)                               | Cemento     | Filip Polášek    | Philipp Kohlschreiber Christopher Kas  | 5-7, 4-6            |
| 20. | 20 ottobre 2013   | Vienna Open, Vienna (4)                                | Cemento (i) | Daniel Nestor    | Florin Mergea Lukáš Rosol              | 5-7, 4-6            |
| 21. | 27 ottobre 2013   | Swiss Indoors Basel, Basilea                           | Cemento (i) | Oliver Marach    | Dominic Inglot Treat Conrad Huey       | 3-6, 6-3, [4-10]    |
| 22. | 19 ottobre 2014   | Vienna Open, Vienna (5)                                | Cemento (i) | Andre Begemann   | Jürgen Melzer Philipp Petzschner       | 6(6)–7, 6-4, [7-10] |
| 23. | 9 gennaio 2015    | Qatar Open ATP, Doha (2)                               | Cemento     | Philipp Oswald   | Juan Mónaco Rafael Nadal               | 3-6, 4-6            |
| 24. | 27 settembre 2015 | St. Petersburg Open, San Pietroburgo (2)               | Cemento (i) | Alexander Peya   | Treat Conrad Huey Henri Kontinen       | 5-7, 3-6            |
| 25. | 23 ottobre 2016   | Kremlin Cup, Mosca                                     | Cemento (i) | Jürgen Melzer    | Juan Sebastián Cabal Robert Farah      | 5-7, 6-4, [5-10]    |

### Doppio misto

#### Finali perse (1)
| Tornei del Grande Slam  |
| ----------------------- |
| Australian Open (0)     |
| Open di Francia (1)     |
| Torneo di Wimbledon (0) |
| US Open (0)             |

| N. | Anno | Torneo                  | Superficie  | CompagnA           | Avversari in finale               | Punteggio           |
| 1. | 2010 | Open di Francia, Parigi | Terra rossa | Yaroslava Shvedova | Katarina Srebotnik Nenad Zimonjić | 6(6)–7, 6–4, [7–10] |

## Risultati in progressione
| Sigla | Risultato               |
| ----- | ----------------------- |
| V     | Vincitore               |
| F     | Finalista               |
| SF    | Semifinalista           |
| O     | Oro olimpico            |
| A     | Argento olimpico        |
| SF    | Bronzo olimpico         |
| QF    | Quarti di Finale        |
| 4T    | Quarto turno            |
| 3T    | Terzo turno             |
| 2T    | Secondo turno           |
| 1T    | Primo turno             |
| RR    | Round Robin             |
| LQ    | Turno di qualificazione |
| A     | Assente                 |
| ND    | Non disputato           |

| Legenda superfici    |
| -------------------- |
| Cemento              |
| Terra battuta        |
| Erba                 |
| Superficie variabile |

### Doppio
| Torneo                                          | 1993  | 1994  | 1995  | 1996  | 1997  | 1998  | 1999  | 2000  | 2001  | 2002  | 2003  | 2004  | 2005  | 2006  | 2007  | 2008  | 2009    | 2010    | 2011    | 2012    | 2013    | 2014    | 2015    | 2016    | 2017    | Titoli | V-S   |
| Grande Slam                                     |       |       |       |       |       |       |       |       |       |       |       |       |       |       |       |       |         |         |         |         |         |         |         |         |         |        |       |
| Australian Open, Melbourne                      | A     | A     | A     | A     | A     | A     | A     | A     | A     | 1T    | 1T    | 2T    | 1T    | 3T    | 3T    | 1T    | 1T      | 1T      | A       | 2T      | 1T      | 1T      | 2T      | 1T      | A       | 0 / 14 | 7–14  |
| Roland Garros, Parigi                           | A     | A     | A     | A     | A     | A     | A     | A     | 3T    | 1T    | 2T    | 2T    | QF    | 3T    | 3T    | 3T    | 2T      | SF      | A       | 1T      | 1T      | 1T      | 2T      | 2T      | 2T      | 0 / 16 | 20–16 |
| Wimbledon, Londra                               | A     | A     | A     | A     | A     | A     | A     | A     | 1T    | 2T    | 1T    | F     | 3T    | A     | 1T    | 1T    | 1T      | 3T      | 3T      | QF      | QF      | QF      | 2T      | 1T      | 2T      | 0 / 16 | 23–16 |
| US Open, New York                               | A     | A     | A     | A     | A     | A     | A     | A     | 1T    | 1T    | 2T    | 2T    | 2T    | 2T    | V     | 2T    | 3T      | 1T      | 2T      | QF      | 1T      | 1T      | 1T      | 1T      |         | 1 / 16 | 16–15 |
| Titoli                                          | 0 / 0 | 0 / 0 | 0 / 0 | 0 / 0 | 0 / 0 | 0 / 0 | 0 / 0 | 0 / 0 | 0 / 3 | 0 / 4 | 0 / 4 | 0 / 4 | 0 / 4 | 0 / 3 | 1 / 4 | 0 / 4 | 0 / 4   | 0 / 4   | 0 / 2   | 0 / 4   | 0 / 4   | 0 / 4   | 0 / 4   | 0 / 4   | 0 / 2   | 1 / 62 | N/A   |
| Vittorie-Sconfitte                              | 0–0   | 0–0   | 0–0   | 0–0   | 0–0   | 0–0   | 0–0   | 0–0   | 2–3   | 1–4   | 2–4   | 8–4   | 5–4   | 5–2   | 9–4   | 3–4   | 3–4     | 6–4     | 3-2     | 7-4     | 3-4     | 3-4     | 3-4     | 1-4     | 2-2     | N/A    | 66–60 |
| Tennis Masters Cup / ATP World Tour Finals      |       |       |       |       |       |       |       |       |       |       |       |       |       |       |       |       |         |         |         |         |         |         |         |         |         |        |       |
| Masters Grand Prix/ATP Tour World Championships | A     | A     | A     | A     | A     | A     | A     | A     | A     | A     | A     | A     | A     | A     | F     | A     | A       | A       | A       | A       | A       | A       | A       | A       | A       | 0 / 1  | 3–2   |
| Masters Series                                  |       |       |       |       |       |       |       |       |       |       |       |       |       |       |       |       |         |         |         |         |         |         |         |         |         |        |       |
| Indian Wells                                    | A     | A     | A     | A     | A     | A     | A     | A     | A     | A     | A     | 1T    | 1T    | QF    | SF    | 1T    | 1T      | 1T      | 1T      | A       | A       | A       | A       | A       | A       | 0 / 8  | 5–8   |
| Key Biscayne                                    | A     | A     | A     | A     | A     | A     | A     | A     | A     | 3T    | A     | 1T    | 1T    | 1T    | 2T    | QF    | SF      | 1T      | 1T      | A       | 1T      | 1T      | A       | A       | A       | 0 / 11 | 8–11  |
| Monte Carlo                                     | A     | A     | A     | A     | A     | A     | A     | A     | A     | A     | A     | A     | 1T    | 2T    | SF    | QF    | QF      | 1T      | A       | A       | 1T      | 1T      | A       | A       | A       | 0 / 8  | 4–8   |
| Roma                                            | A     | A     | A     | A     | A     | A     | A     | A     | A     | A     | A     | A     | 1T    | 2T    | 1T    | 2T    | 2T      | 1T      | A       | A       | 1T      | A       | A       | A       | A       | 0 / 7  | 2–7   |
| Amburgo                                         | A     | A     | A     | A     | A     | A     | A     | A     | A     | A     | A     | 2T    | 2T    | 2T    | SF    | QF    | ATP 500 | ATP 500 | ATP 500 | ATP 500 | ATP 500 | ATP 500 | ATP 500 | ATP 500 | ATP 500 | 0 / 5  | 6–5   |
| Montréal / Toronto                              | A     | A     | A     | A     | A     | A     | A     | A     | A     | A     | A     | 2T    | A     | 1T    | 2T    | 2T    | A       | 2T      | A       | A       | A       | A       | A       | A       | A       | 0 / 5  | 1–5   |
| Cincinnati                                      | A     | A     | A     | A     | A     | A     | A     | A     | A     | A     | A     | 1T    | A     | 1T    | QF    | A     | A       | QF      | A       | A       | A       | A       | A       | A       | A       | 0 / 4  | 2–4   |
| Madrid Stoccarda                                | A     | A     | A     | A     | A     | A     | A     | A     | A     | A     | A     | 1T    | A     | A     | QF    | QF    | 1T      | QF      | A       | A       | 2T      | A       | A       | A       | A       | 0 / 6  | 5–6   |
| Parigi                                          | A     | A     | A     | A     | A     | A     | A     | A     | A     | A     | A     | A     | A     | 1T    | SF    | QF    | 2T      | A       | A       | 1T      | A       | A       | A       | A       | A       | 0 / 5  | 3–5   |
| Titoli                                          | 0 / 0 | 0 / 0 | 0 / 0 | 0 / 0 | 0 / 0 | 0 / 0 | 0 / 0 | 0 / 0 | 0 / 0 | 0 / 1 | 0 / 0 | 0 / 6 | 0 / 5 | 0 / 8 | 0 / 9 | 0 / 8 | 0 / 7   | 0 / 8   | 0 / 2   | 0 / 1   | 0 / 4   | 0 / 2   | 0 / 0   | 0 / 0   | 0 / 0   | 0 / 61 | N/A   |
| Vittorie-Sconfitte                              | 0–0   | 0–0   | 0–0   | 0–0   | 0–0   | 0–0   | 0–0   | 0–0   | 0–0   | 2–1   | 0–0   | 2–6   | 1–5   | 4–8   | 12–9  | 6–8   | 8–7     | 3–8     | 0-2     | 0-1     | 1-4     | 0-2     | 0-0     | 0-0     | 0-0     | N/A    | 39–61 |
| Ranking                                         | 876   | 463   | 488   | –     | 384   | 365   | 184   | 162   | 84    | 58    | 38    | 28    | 32    | 23    | 7     | 24    | 21      | 32      | 81      | 37      | 34      | 40      | 51      | 87      | 60      | N/A    | N/A   |